# منبه صامت
هو انذار تنبيه لايصدر أي ازعاج ولا يكون مسموعاً للسارق أو الشخص المتعدي، لكنه يقوم بإصدار تنبيهات في اماكن أخرى ويقوم بتنبيه المراكز الأمنية. المنبه الصامت يمكن ان يكون أيضا ما يُسمى منبه الهلع وهو جهاز الكتروني صُمم ليساعد في تنبيه الاشخاص في الحلات الطارئه وعاده ما يتم ربطه بزر الهلع وهذا الزر يكون متصل اما بمركز تحكم أو المنبه الصامت أو جرس. إنذار بنشوب الحريق من اسمه هو انذار خاص بالحرائق ويتم ارساله بشكل صامت اما عن طريق الهاتف بعكس باقي الانذارات التي تستخدم الاجراس وعاده يستخدم هذا النوع من الانذارات أيضا للتنبيه في المجالات الطبيه الشخصية مثل عندما يقوم المريض النزيل في المستشفى بالضغط على الزر لطلب المساعدة من الممرضين.